# Friedrich Biermann (Unternehmer)

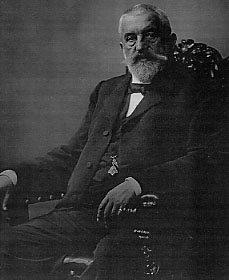
Friedrich Biermann

Friedrich Ludwig Biermann (* 1. Dezember 1837 in Kassel; † 23. Juni 1904 in Frankfurt am Main) war ein deutscher Unternehmer, der sich als Zigarrenfabrikant in Bremen niederließ.

## Biografie
Biermann war der Sohn eines Kaufmanns. Er lernte in der Seifen- und Stearinfabrik seines Onkels in Rotenburg an der Fulda. 1856 wurde er Angestellter bei der Firma J. S. Cohn in Bremen. Er lernte hier den Zigarrenhändler Leopold Engelhardt kennen und wurde sein Teilhaber. 1863 gründete diese Firma eine Zigarrenfabrik in Verden, die ab 1864 unter Leop. Engelhardt & Biermann firmierte. Die Fabrik expandierte 1867 mit Filialen in Westfalen. Von Armeelieferungen konnte das Unternehmen gut profitieren. 1882 kamen weitere Fabriken in Süddeutschland hinzu. Als Engelhardt 1884 austrat, wurde das Unternehmen ein Familienbetrieb. Es gewann internationale Bedeutung und setzte seine Produkte in Großbritannien, Schweden, Norwegen, Russland, Portugal, der Schweiz, Südafrika und in den deutschen Kolonien ab. Das Unternehmen besaß in Deutschland um die 70 Einzelbetriebe.
Biermann war Vorsitzender der Tabaksberufsgenossenschaft und wurde mit dem Ehrentitel eines (königlich preußischen) Kommerzienrats ausgezeichnet. Er wohnte in der Schwachhauser Heerstraße 66.

Er war verheiratet mit Berta Biermann, die wie ihr gemeinsamer Sohn Leopold Biermann (1875–1922) als Mäzen der Kunsthalle Bremen auftrat.
Biermann starb auf einer Reise in Frankfurt am Main und wurde im Familienbegräbnis auf dem Riensberger Friedhof in Bremen beerdigt.
Die Kinder von Friedrich und Berta Biermann waren:
- Elsa Hirschfeld geb. Biermann (186?-1892)
- Magdalene Hirschfeld geb. Biermann (1870–1965)
- Agnes Thorbecke geb. Biermann
- Senator Friedrich Karl Biermann (1872–1923), der als Kaufmann das Unternehmen weiterführte
- Leopold Biermann (1875–1922), Kunstmaler und Mäzen, wohnte im Haus Biermann von 1904, Barkhof, Blumenthalstraße 15
- Berta Strauch geb. Biermann
- Eduard Biermann (1878–1937), Professor für Oekonomie in Leipzig, Greifswald und Frankfurt

## Ehrungen
- Die Biermannstraße in Bremen-Schwachhausen wurde nach ihm benannt.